# Śląsk Biały

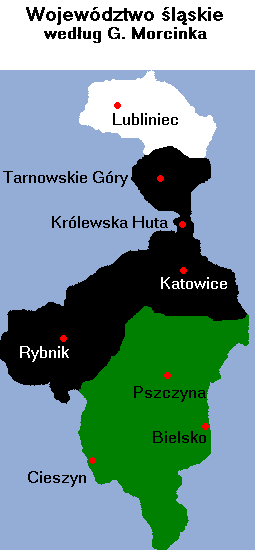
Trójkolorowy podział polskiej części Górnego Śląska lat 1922-1939 według G. Morcinka

Śląsk Biały − określenie stworzone propagandowo w okresie międzywojennym XX w. w Polsce, tworzące podział ówczesnej polskiej części Górnego Śląska (województwo śląskie) na trzy części („Śląsk Czarny”, „Śląsk Biały” i „Śląsk Zielony”). 
Śląskiem Białym określił Gustaw Morcinek północne tereny Wyżyny Śląskiej, a określenie to nawiązywało do białych wapiennych wzgórz oraz powstających na podłożu wapieni i dolomitów jasnych gleb rędzinowych i bielicowych.
Najważniejsze miasto: Lubliniec.
Autorami trójkolorowego podziału województwa śląskiego na „Śląsk Czarny”, „Biały” i „Zielony” są pisarz ludowy Gustaw Morcinek oraz Stanisław Berezowski. Podział ten został użyty przez nich w wydanej w 1933 roku monografii województwa śląskiego pt. „Śląsk”. Obecnie, odkąd w 1945 roku Polska dostała po konferencji poczdamskiej zachodnie tereny Górnego Śląska oraz Dolny Śląsk, trójkolorowy podział z okresu dwudziestolecia międzywojennego jest oceniany jako sztuczny i jego stosowanie stopniowo zanika.